# Taita-Taveta County
Taita-Taveta County ist ein County in Kenia. Im Taita-Taveta County lebten 2019 340.671 Menschen auf 17.083,9 Quadratkilometern. Es liegt etwa 150 Kilometer nordwestlich von Mombasa und 300 Kilometer südöstlich von Nairobi. Die Hauptstadt befindet sich nominell in der Stadt Mwatate, aber die Regierungsbüros befinden sich in Wundanyi.

## Geografie
Die größte Siedlung im County ist Voi. Der Tsavo-West-Nationalpark bedeckt ungefähr zwei Drittel der Landfläche des Taita Taveta County. Das Wachstum der menschlichen Bevölkerung führt dabei zunehmend zu Konflikten mit Wildtieren.

## Gliederung
| Subcounty | Einwohner (2009) |
| --------- | ---------------- |
| Mwatate   | 071.513          |
| Taveta    | 067.665          |
| Voi       | 089.458          |
| Wundanyi  | 056.021          |
| Gesamt    | 284.657          |

## Wirtschaft
Wichtige Wirtschaftssektoren sind die Landwirtschaft und der Tourismus. Neben dem Tsavo-Nationalpark gibt es weitere Farmen, Ranches, Landgüter und Naturschutzgebiete auf der Fläche des Counties.
2017 lag das Bruttoinlandsprodukt pro Kopf im County bei 139.053 Kenia-Schilling (etwa 2.777 Internationale Dollar) und belegte damit Platz 22 unter den 47 Counties des Landes.